# Danis Tanović
Danis Tanović (født 20. februar 1969 i Zenica, SFRJ) er en bosnisk filminstruktør og manuskriptforfatter. Hans første spillefilm, No Man's Land, udløste en Oscar som bedste ikke-engelsksprogede film i 2001, blot én blandt – for en debutfilm – ualmindeligt mange priser.
Tanović er uddannet i såvel Bosnien som Belgien og har dobbelt statsborgerskab. Han bor i Sarajevo.
I 2008 oplyste han, at han ville danne det politiske parti Naša Stranka (Vort Parti) for at bidrage til et bredere politisk engagement i den bosniske vælgerbefolkning .